# グレンツェンピアノコンクール
グレンツェンピアノコンクールは、グレンツェンピアノ研究会が主催する日本の国内ピアノコンクールである。
日本全国120会場で開催され、延べ30,000名から40,000名の参加人数となる日本国内最大級のピアノコンクールである。
例年6月下旬に開催される全国大会に向け、前年8月から全国で予選を開催し、予選入賞者に本戦出場資格が与えられる。全国で開催される本選の入賞者は、地区大会の出場資格を得る。全国7箇所で開催される地区大会の受賞者は全国大会出場資格を得る。

## 来歴
2009年、第1回グレンツェンピアノコンクール全国大会が開催される。

## 課題曲
課題曲は、バロック音楽、クラシック音楽、現代音楽といった様々なジャンルから選曲される。
幼児から中学生までは課題曲2曲より1曲を選択する。高校以上の課題曲は1曲のみであり、どちらも自由曲は無い。
また、予選、本選、地区大会、全国大会で課題曲はそれぞれ異なる。

## 審査委員
以下は、2014年度全国大会のもの。
審査委員長
- 弘中孝（東京音楽大学）

審査委員
- 岡本美智子（桐朋学園大学）
- 辛島輝治（東京芸術大学）
- 北野完一（大阪芸術大学）
- 神西敦子（京都市立芸術大学）
- 大楽勝美（音楽工房G･M･P）
- 安田正昭（上野学園大学）